# Qualnet
Qualnet(クオルネット)は、アメリカの Scalable Network Technologies (SNT) 社が販売しているネットワークシミュレータである。
日本販売代理店は構造計画研究所である。
2018年4月27日現在、最新バージョンは8.1である。

## 特徴
非常に高速かつ大規模な通信ネットワークシステムのシミュレーションが出来る。
物理層からアプリケーション層まで多くの通信プロトコルモデルを標準で提供しており、それらがソースコードで提供しているため、カスタマイズにより独自プロトコルを実装し、シミュレーションする事が可能である。標準でデュアルコアの並列シミュレーションに対応しているのも特徴である。Windows、Linux、MacOSに対応している。64ビットOSにも対応しており、大規模なシミュレーションに適している。
バージョン5.0になり、従来のJavaベースのGUIに代わってQtベースの高速なアニメーション表示可能なGUIが開発された。このGUIは3Dのアニメーションをサポートしている。
また2009年より、QualNetをベースに、実時間との同期およびリアルネットワークとのIPパケットのやりとりを可能にした、ネットワークエミュレータ"EXata(エグザータ)"が開発・販売されている。EXataは標準で4コア並列処理がサポートされていて、シミュレーションモードとエミュレーションモードを切り替えることができる。